# Kayla Itsines

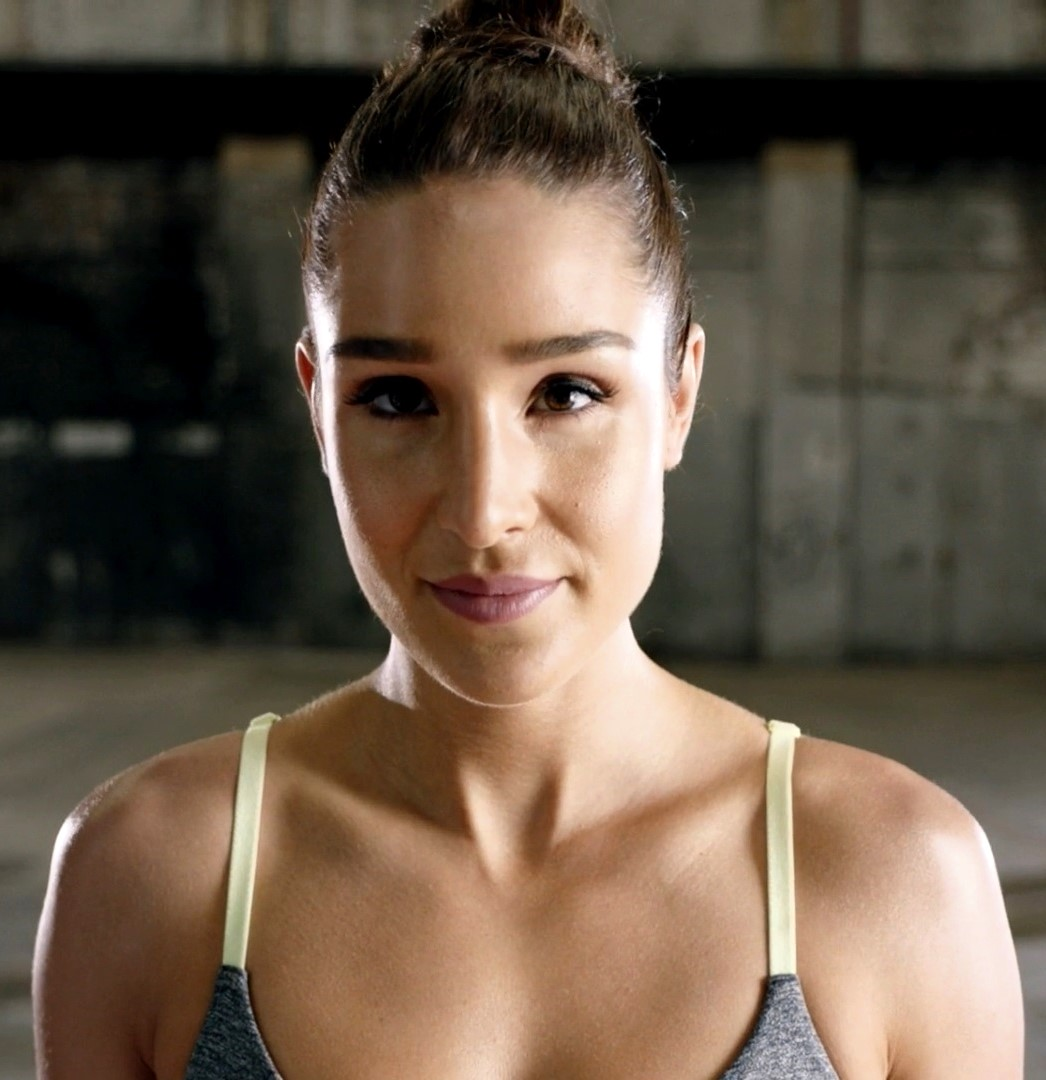
Kayla Itsines, 2017

Kayla Itsines (/ɪtˈsiːnəs / it-SEE-nəs; * 21. Mai 1991 in Adelaide, South Australia) ist eine australische Personal Trainerin, Autorin und Unternehmerin mit griechischen Wurzeln. Sie ist Urheberin einer Reihe von Fitness-E-Books namens Bikini Body Guide, einem Essensplaner und der Trainings-App Sweat with Kayla.
Im März 2016 wurde sie vom Nachrichtenmagazin Time als eine der 30 einflussreichsten Personen im Internet benannt und erkannte ihren Erfolg bei der Nutzung von Social Media zur Förderung ihrer Marke an. Im Oktober 2016 hatte Kayla Itsines 8 Millionen Follower auf Facebook und 5 Millionen auf Instagram.
Im Oktober 2016 wurden sie und ihr Verlobter Tobi Pearce (bis 2020) im Magazin BRW in der„Junge Reiche“-Liste der wohlhabendsten Australier unter 40, die nicht geerbt haben, aufgenommen. Ihr Vermögen wird auf 46 Millionen Australische Dollar geschätzt (Stand 2016). Itsines ist eine von nur zwei auf der Liste, die eine griechische Herkunft haben.